# Dimidiochromis strigatus
Dimidiochromis strigatus è una specie di ciclidi haplocromini endemica del Malawi. Precedentemente era inserito nel genere Haplochromis e noto come Haplochromis 'sunset' nel commercio di pesci d'acquario.
Lo si può trovare nel Lago Malawi, nel Lago Malombe e nella parte superiore e centrale del fiume Shire. Si trova normalmente in aree poco profonde che presentano una miscela di habitat erbosi e sabbiosi. È un predatore di piccoli pesci come Utaka, e di invertebrati più grandi. I maschi territoriali difendono un piccolo sito di deposizione delle uova che creano o tra la vegetazione o sulla sabbia aperta.